# Gypona rubranura
Gypona rubranura är en insektsart som beskrevs av Delong 1981. Gypona rubranura ingår i släktet Gypona och familjen dvärgstritar. Inga underarter finns listade i Catalogue of Life.